# Orka (ssaki)
Orka (Orcinus) – rodzaj wodnych ssaków z rodziny delfinowatych (Delphinidae). 

## Rozmieszczenie geograficzne
Rodzaj obejmuje gatunki występujące w prawie każdym środowisku morskim od równika po obie strefy polarne. 

## Morfologia
Długość ciała 770–980 cm; masa ciała 4700–6600 kg. 

## Systematyka
Rodzaj zdefiniował w 1860 roku austriacki przyrodnik Leopold Fitzinger w publikacji swojego autorstwa dotyczącej historii naturalnej ssaków. Gatunkiem typowym jest (oznaczenie monotypowe) orka oceaniczna (O. orca). Wcześniejsza nazwa – Orca – którą opublikował w 1846 roku angielski zoolog John Edward Gray okazała się młodszym homonimem innego rodzaju waleni (zyfiowate) opisanego w 1830 roku.

### Etymologia
- Orca: łac. orca ‘jakiś rodzaj wieloryba’[10]. Gatunek typowy (Linneuszowska tautonimia): Delphinus gladiator Bonnaterre, 1789 (= Delphinus orca Linnaeus, 1758).
- Orcinus: łac. orca „jakiś rodzaj wieloryba”; przyrostek -inus ‘należący do, odnoszący się do’[10].
- Ophysia: etymologia niejasna, Gray nie wyjaśnił znaczenia nazwy rodzajowej[3][11], być może od gr. οφρυς ophrus, οφρυος ophruos ‘brew’[12]. Gatunek typowy (oznaczenie monotypowe): Orca capensis J.E. Gray, 1846 (= Delphinus orca Linnaeus, 1758).
- Gladiator: łac. gladiator, gladiatoris ‘gladiator, rozbójnik’, od gladius ‘miecz’[13]. Gatunek typowy (oznaczenie monotypowe): Orca stenorhyncha J.E. Gray, 1870 (= Delphinus orca Linnaeus, 1758).
- Grampus: zniekształcenie fr. grand poisson ‘wielka ryba’[14]. Gatunek typowy (oznaczenie monotypowe): Delphinus grampus de Blainville, 1817 (= Delphinus orca Linnaeus, 1758).

### Podział systematyczny
We wcześniejszych ujęciach systematycznych do rodzaju należał jeden gatunek – O. orca – jednak analizy w oparciu o dane morfologiczne i genetyczne wykazały, że O. orca stanowi kompleks trzech gatunków (The Society for Marine Mammalogy uznaje je za podgatunki O. orca); jednak nawet mimo tego podziału O. orca wciąż jest parafiletyczna i potrzebne są dalsze prace taksonomiczne, aby szerzej ustalić granice gatunków w obrębie Orcinus; wstępna klasyfikacja za Mammal Diversity Database: 
- Orcinus orca Linnaeus, 1758 – orka oceaniczna
- Orcinus rectipinnus (Cope, 1869)
- Orcinus ater (Cope, 1869)

Opisano również gatunki wymarłe:
- Orcinus citoniensis (Capellini, 1883)[19] (pliocen–plejstocen)
- Orcinus paleorca (Matsumoto, 1937)[20] (plejstocen)